# مبدأ يوشيدا
كانت عقيدة يوشيدا استراتيجية اعتمدتها اليابان بعد هزيمتها عام 1945 في عهد رئيس الوزراء شيجيرو يوشيدا، الذي تولى رئاسة الوزراء بين عامي 1948 و1954. ركز يوشيدا على إعادة بناء الاقتصاد المحلي لليابان مع الاعتماد بشكل كبير على التحالف الأمني مع الولايات المتحدة. ظهرت عقيدة يوشيدا عام 1951 وشكلت السياسة الخارجية اليابانية في القرن الحادي والعشرين. أولاً، اليابان متحالفة بقوة مع الولايات المتحدة في الحرب الباردة ضد الشيوعية. ثانياً، تعتمد اليابان على القوة العسكرية الأمريكية وتحد من قواتها الدفاعية إلى الحد الأدنى. ثالثاً، تؤكد اليابان على الدبلوماسية الاقتصادية في شؤونها العالمية. وقد عزز هاياتو إيكيدا البعد الاقتصادي وشغل منصب وزير المالية في حكومة يوشيدا وأصبح فيما بعد رئيساً للوزراء. وقد قبلت الولايات المتحدة عقيدة يوشيدا. ويجادل معظم المؤرخين بأن هذه السياسة كانت حكيمة وناجحة، لكن أقلية تنتقدها باعتبارها ساذجة وغير مناسبة. علاوة على ذلك، صيغ مصطلح "مبدأ يوشيدا" بعد عقود من تنحي يوشيدا، ويتساءل بعض النقاد عما إذا كان يستحق وصفه كمبدأ على الإطلاق.

## خلفية تاريخية
حتى بعد استسلامها في الحرب العالمية الثانية، واصلت الحكومة اليابانية أداء مهامها. وأجرت أول انتخابات لها بعد الحرب في ربيع عام 1946. وكانت هذه الانتخابات أيضًا أول مرة يُسمح فيها للنساء بالتصويت في اليابان. وظهر يوشيدا شيغيرو فائزًا في الانتخابات، وأصبح رئيسًا للوزراء. وفي الوقت نفسه تقريبًا، تزايد الاستياء من دستور ميجي السابق، وتزايدت الرغبة في دستور جديد كليًا. ساعد فريق صغير من قسم من القيادة العليا لقوى الحلفاء في صياغة دستور جديد. وبعد بعض التعديلات، أقرّ البرلمان الياباني هذا الدستورالجديد في نوفمبر 1946، ودخل حيز التنفيذ في مايو 1947، ولا يزال ساريًا حتى اليوم. ومن أهم جوانب الدستور المادة التاسعة التي نصت على أن "الشعب الياباني يتخلى إلى الأبد عن الحرب كحق سيادي للأمة" وأن القوات العسكرية "لن تُستبقى أبدًا". وقد لعبت المادة التاسعة دورًا كبيرًا في صياغة سياسة يوشيدا.

## العناصر الأساسية

### الاعتماد على الولايات المتحدة
ركّز مبدأ يوشيدا والسياسة الخارجية اليابانية آنذاك على العلاقات المتبادلة مع الولايات المتحدة. اعتمدت اليابان على جيشها لأمنها، نظرًا لحرمانها بموجب المادة التاسعة من الدستور الياباني من حقّ خوض الحرب. رفض رئيس الوزراء يوشيدا محاولات الولايات المتحدة المتكررة، في السنوات التالية، لزيادة إنفاقها العسكري، مستندًا إلى دستور اليابان السلمي لما بعد الحرب. لم يكن الجيش هو الشيء الوحيد الذي اعتمدت فيه اليابان على الولايات المتحدة. فخلال الحرب الباردة، كانت الولايات المتحدة أكبر شريك تجاري لليابان. ولعبت الصادرات إلى الولايات المتحدة آنذاك دورًا كبيرًا في التنمية الاقتصادية لليابان.  

### التركيز الاقتصادي
كان هدف رئيس الوزراء يوشيدا هو تركيز جميع الوسائل المتاحة على الانتعاش الاقتصادي. ونظرًا لضعف القوة العسكرية، ركزت السياسة الخارجية اليابانية بطبيعة الحال على السياسة الاقتصادية. وتصور يوشيدا انتعاشًا اقتصاديًا سريعًا يُمكّن اليابان من العودة إلى مكانتها كقوة عالمية عظمى (وعندها ستكون اليابان قادرة على إعادة التسلح). وبالتالي، لم تكن سياسته متجذرة في السلمية، بل كانت متماشية مع السياسة الخارجية الواقعية التي شكلت قوةً مهيمنةً في نهج اليابان في العلاقات الدولية منذ إصلاحات ميجي. وتولى يوشيدا ووزير المالية هاياتو إيكيدا أدوارًا قياديةً مع بدء اليابان في إعادة بناء بنيتها التحتية الصناعية، وحرصهما على النمو الاقتصادي غير المقيد. ولا يزال العديد من هذه المفاهيم يؤثر على السياسات السياسية والاقتصادية لليابان.   

## ملحوظات
1. ↑  Hoshiro, Hiroyuki (2022). "Deconstructing the 'Yoshida Doctrine'". Japanese Journal of Political Science (بالإنجليزية). 23 (2): 105–128. DOI:10.1017/S1468109922000019. ISSN:1468-1099.
2. ↑  Shigeru, Yoshida and Hiroshi Nara. (2007). Shigeru: Last Meiji Man. Lanham, Maryland: Rowman & Littlefield. (ردمك 978-0-742-53932-7) (ردمك 978-0-742-53933-4); 238440967
3. ↑  McGrew, Anthony and Christopher Book. (1998) Asia-Pacific in the New World Order. London: Routledge. (ردمك 978-0-415-17272-1); 60184921
4. ↑  Shigeru, Yoshida and Hiroshi Nara. (2007). Shigeru: Last Meiji Man. Lanham, Maryland: Rowman & Littlefield. (ردمك 978-0-742-53932-7); 238440967

## قراءة إضافية
- تشاي، سون كي. "ترسيخ مبدأ يوشيدا الدفاعي: ثلاث تقنيات للتأسيس المؤسسي". المنظمة الدولية (1997): 389-412 على الإنترنت.
- داور، جون دبليو. الإمبراطورية وما بعدها: يوشيدا شيغيرو والتجربة اليابانية، 1878-1954 (1988).
- إدستروم، بيرت. "المحارب الدولي في الحرب الباردة: إيكيدا هاياتو". في كتاب إدستروم، العقيدة المتطورة للسياسة الخارجية اليابانية (دار بالجريف ماكميلان، لندن، 1999)، ص 46-56.

- إيوكيبي وماكوتو وتاكويا ساساكي. "ستينيات القرن العشرين: الصعود الاقتصادي لليابان ونضوج الشراكة". في كتاب " تاريخ العلاقات الأمريكية اليابانية " (دار بالجريف ماكميلان، سنغافورة، 2017)، ص 149-169.
- رودان، غاري، هيويسون، كيفن وروبيسون، ريتشارد. (1997). الاقتصاد السياسي في جنوب شرق آسيا: مقدمة. ملبورن: مطبعة جامعة أكسفورد .(ردمك 978-0-195-53736-9)رقم ISBN 978-0-195-53736-9 ؛464661946
- مسعودة، حاجيمو. "الخوف من الحرب العالمية الثالثة: السياسات الاجتماعية لإعادة تسليح اليابان وحركات السلام، 1950-1953". مجلة التاريخ المعاصر (يوليو 2012)، المجلد. 47، رقم 3، 551-571. http://jch.sagepub.com/content/47/3/551.short
- سوجيتا، يونيوكي. "مبدأ يوشيدا كأسطورة". المجلة اليابانية للدراسات الأمريكية 27 (2016): 123-143 على الإنترنت.